# 2023年9月康斯坦丁尼夫卡導彈襲擊
2023年9月6日上午，一枚导弹擊中烏克蘭東部頓内次克州康斯坦丁尼夫卡市中心的一个露天市场。該袭击造成至少15人死亡和32人受伤，死者包括一名兒童。《纽约时报》根据導彈发射點附近和该镇的视频和音频片段，以及对爆炸及其后果的分析，进行了一项调查，认为这枚导弹是从康斯坦丁尼夫卡以西的乌克兰阵地发射的，使用的是山毛櫸导弹系统。烏克蘭國家安全局发言人表示會继续对袭击事件进行正式调查，但導彈目前认为这是俄羅斯聯邦武裝部隊所发射。